# Král filmového úsměvu
Král filmového úsměvu (nebo také Král komiků) je titul, kterým je označován český herec Vlasta Burian jako vítěz ankety Volíme Krále filmového úsměvu.
Tato anketa o největšího českého filmového komika byla vyhlášena autory televizního cyklu Úsměvy českého filmu ve spolupráci s Týdeníkem Televize v roce 1999. Všechny žijící osobnosti, které v anketě získaly alespoň jeden hlas, byly pozvány do Hudebního divadla Karlín na finálový večer, během něhož bylo vyhlášeno 12 komiků s největším počtem hlasů. Výsledkům ankety byl věnován téměř celý vysílací čas na ČT1 13. listopadu 1999 večer. Přímý přenos ceremoniálu, který začínal v osm večer, uváděla dvojice zahraničních komiků spjatých s českou komedií Vesničko má středisková: slovenský herec Marián Labuda a maďarský herec János Bán. Ihned po slavnostním vyhlášení bylo odvysíláno mimořádné vydání Úsměvů věnovaných vítězi ankety, po kterém následoval Hold filmovému úsměvu, další přímý přenos z Karlína, který se snažil využít údajně nejvyšší koncentraci komiků na metr čtvereční v dějinách samostatného českého státu.
Výsledky ankety byla zveřejněny v listopadu 1999 v Týdeníku televize č. 48.

## Výsledky ankety
| Pořadí | Počet hlasů | Jméno                   |
| 1      | 5855        | Vlasta Burian           |
| 2      | 5366        | Vladimír Menšík         |
| 3      | 5247        | Jiřina Bohdalová        |
| 4      | 4207        | Iva Janžurová           |
| 5      | 3036        | Jan Werich              |
| 6      | 2871        | Jiří Sovák              |
| 7      | 2539        | Jaroslav Marvan         |
| 8      | 2509        | Oldřich Nový            |
| 9      | 2461        | Jindřich Plachta        |
| 10     | 2181        | Miroslav Donutil        |
| 11     | 1949        | Miloš Kopecký           |
| 12     | 1908        | Hugo Haas               |
| 13     | 1635        | Nataša Gollová          |
| 14     | 1477        | Rudolf Hrušínský        |
| 15     | 1402        | Bolek Polívka           |
| 16     | 1395        | Ladislav Pešek          |
| 17     | 1386        | Stella Zázvorková       |
| 18     | 1359        | František Filipovský    |
| 19     | 1348        | Helena Růžičková        |
| 20     | 1319        | Věra Ferbasová          |
| 21     | 1035        | Josef Dvořák            |
| 22     | 1031        | Jiřina Jirásková        |
| 23     | 1011        | Zdeněk Svěrák           |
| 24     | 975         | Vlastimil Brodský       |
| 25     | 899         | Lubomír Lipský          |
| 26     | 787         | Miroslav Horníček       |
| 27     | 740         | Libuše Šafránková       |
| 28     | 716         | Jiří Lábus              |
| 29     | 696         | Oldřich Kaiser          |
| 30     | 677         | Adina Mandlová          |
| 31     | 677         | Luděk Sobota            |
| 32     | 657         | Petr Nárožný            |
| 33     | 644         | Josef Kemr              |
| 34     | 555         | Jaromír Hanzlík         |
| 35     | 547         | Tomáš Holý              |
| 36     | 498         | Theodor Pištěk          |
| 37     | 485         | Martin Dejdar           |
| 38     | 416         | Josef Abrhám            |
| 39     | 412         | Dana Medřická           |
| 40     | 411         | Pavel Zedníček          |
| 41     | 402         | Antonie Nedošínská      |
|        | 402         | Jiří Voskovec           |
| 43     | 343         | Václav Trégl            |
| 44     | 314         | Jiří Krampol            |
| 45     | 310         | Josef Hlinomaz          |
| 46     | 301         | Jan Libíček             |
| 47     | 297         | Saša Rašilov            |
| 48     | 293         | Jiří Hrzán              |
| 49     | 285         | Jan Pivec               |
| 50     | 281         | Eman Fiala              |
| 51     | 275         | Růžena Šlemrová         |
| 52     | 256         | Josef Bek               |
| 53     | 229         | Jitka Molavcová         |
| 54     | 221         | Ferenc Futurista        |
| 55     | 212         | Stanislav Neumann       |
| 56     | 205         | Jana Hlaváčová          |
| 57     | 204         | Viktor Preiss           |
| 58     | 185         | Miloslav Šimek          |
| 59     | 184         | Hana Vítová             |
| 60     | 183         | Josef Somr              |
| 61     | 166         | Marie Rosůlková         |
| 62     | 165         | Zdenka Baldová          |
| 63     | 157         | Ladislav Smoljak        |
| 64     | 152         | Naďa Konvalinková       |
| 65     | 149         | Ladislav Potměšil       |
| 66     | 145         | Václav Postránecký      |
| 67     | 144         | Vladimír Pucholt        |
| 68     | 139         | Jaroslav Vojta          |
| 69     | 139         | Jára Kohout             |
| 70     | 134         | Jana Paulová            |
| 71     | 129         | Pavel Landovský         |
| 72     | 127         | Dagmar Veškrnová        |
| 73     | 126         | Jaroslav Štercl         |
| 74     | 123         | Květa Fialová           |
| 75     | 117         | Ondřej Vetchý           |
| 76     | 115         | Ivana Chýlková          |
| 77     | 114         | Karel Höger             |
| 78     | 110         | Jiří Suchý              |
| 79     | 106         | Lída Baarová            |
| 80     | 105         | Otomar Korbelář         |
| 81     | 99          | Pavel Nový              |
| 82     | 98          | Jana Preissová          |
| 83     | 95          | Svatopluk Beneš         |
| 84     | 95          | Vladimír Dvořák         |
| 85     | 95          | Daniela Kolářová        |
| 86     | 94          | Pavel Trávníček         |
| 87     | 87          | Marek Vašut             |
| 88     | 84          | Kateřina Hrachovcová    |
| 89     | 78          | Jaroslava Kretschmerová |
| 90     | 78          | Raoul Schránil          |
| 91     | 76          | Roman Skamene           |
| 92     | 75          | Zdeněk Štěpánek         |
| 93     | 74          | Laďka Kozderková        |
| 94     | 73          | Lukáš Vaculík           |
| 95     | 72          | Karel Heřmánek          |
| 96     | 72          | František Šlégr         |
| 97     | 72          | Tomáš Töpfer            |
| 98     | 72          | Bohuš Záhorský          |
| 99     | 63          | Karel Effa              |
| 100    | 63          | Jiří Lír                |
| 101    | 63          | Jan Skopeček            |
| 102    | 61          | Jiřina Šejbalová        |
| 103    | 60          | Radoslav Brzobohatý     |
| 104    | 59          | Jan Čenský              |
| 105    | 57          | Jana Brejchová          |
| 106    | 55          | Yvetta Blanarovičová    |
| 107    | 55          | František Smolík        |
| 108    | 54          | Jaroslava Hanušová      |
| 109    | 53          | Josef Šebánek           |
| 110    | 52          | Kateřina Macháčková     |
| 111    | 52          | Alena Vránová           |
| 112    | 51          | Zita Kabátová           |
| 113    | 51          | Veronika Žilková        |
| 114    | 50          | Jiří Růžička            |
| 115    | 49          | Růžena Nasková          |
| 116    | 49          | Jiřina Štěpničková      |
| 117    | 48          | Miroslav Vladyka        |
| 118    | 47          | Valerie Kaplanová       |
| 119    | 46          | Uršula Kluková          |
| 120    | 45          | Luděk Munzar            |
| 121    | 45          | František Němec         |
| 122    | 44          | Jiří Císler             |
| 123    | 43          | Zuzana Bydžovská        |
| 124    | 43          | Luděk Kopřiva           |
| 125    | 43          | Gustav Nezval           |
| 126    | 41          | Hana Maciuchová         |
| 127    | 40          | Jiří Dohnal             |
| 128    | 39          | Bronislav Poloczek      |
| 129    | 38          | František Černý         |
| 130    | 38          | Jiří Kodet              |
| 131    | 38          | Lubomír Kostelka        |
| 132    | 37          | Zlata Adamovská         |
| 133    | 37          | Pavel Kříž              |
| 134    | 37          | Oldřich Vízner          |
| 135    | 36          | Jiří Bartoška           |
| 136    | 36          | František Kreuzmann     |
| 137    | 35          | Petr Vacek              |
| 138    | 34          | Tereza Brodská          |
| 139    | 34          | Jiří Grossmann          |
| 140    | 33          | Josef Bláha             |
| 141    | 33          | Miroslav Homola         |
| 142    | 32          | Věra Galatíková         |
| 143    | 32          | Václav Vydra            |
| 144    | 31          | Rudolf Deyl             |
| 145    | 30          | Milan Šteindler         |
| 146    | 29          | Simona Stašová          |
| 147    | 29          | Jiří Wimmer             |
| 148    | 28          | Ivana Andrlová          |
| 149    | 28          | Petr Čepek              |
| 150    | 28          | František Kovářík       |
| 151    | 28          | Anny Ondráková          |
| 152    | 28          | Jan Přeučil             |